# چشایر (حوزه سرشماری)، ماساچوست
چشایر (به انگلیسی: Cheshire) یک منطقهٔ مسکونی در ایالات متحده آمریکا است که در ماساچوست واقع شده‌است. چشایر ۱٫۰ کیلومتر مربع مساحت و ۵۱۴ نفر جمعیت دارد و ۳۰۳ متر بالاتر از سطح دریا واقع شده‌است.